# 叛譯同謀
叛譯同謀（法語：Les Traducteurs）是一部2019年由雷基·朗索德執導的法國驚悚電影。

## 劇情
《代達羅斯》是暢銷小說三步曲萬眾期待的第三部，九位翻譯家被禁錮在一個法國莊園的地堡為作品翻譯。儘管出版商嚴守秘密，小說的最初頁數還是被人在網上流出。

## 人物
- 藍柏·威爾森：艾瑞克·安格斯特龍，出版商
- 亞歷克斯·勞瑟（英语）：艾力克斯·古德曼，英語翻譯家
- 歐嘉·柯瑞蘭寇：卡特琳娜·阿尼西諾娃，俄語翻譯家
- 里卡多·史卡馬西奧：達里奧·法雷利，意大利文翻譯家
- 西瑟·芭貝特·庫德森（英语）：海倫娜·圖克森，丹麥語翻譯家
- 愛德華多·諾列加：哈維爾·卡薩爾，西班牙語翻譯家
- 安娜·瑪麗亞·史特姆（德语）：英格麗·科貝爾，德語翻譯家
- 法雷德利克·周（英语）：陳姚，中文翻譯家
- 瑪莉亞·萊特（英語：Maria Leite）：特爾瑪·阿爾維斯，葡萄牙語翻譯家
- 马诺利斯·馬洛馬他卡斯（英語：Manolis Mavromatakis）：康斯坦丁諾斯·迪諾斯，希臘語翻譯家
- 莎拉·古歐多（法语）：蘿絲-瑪麗·烏埃，艾瑞克·安格斯特龍的助理
- 派屈克·波查（英语）：喬治·方亭，賣書者
- 克斯特·拉芙蕾絲（英語：Kester Lovelace）：英國督察
- 雅各布·烏爾里克·羅曼（英語：Jacob Hauberg Lohmann）：海倫娜·圖克森的丈夫
- 阿拉斯代爾·尼貝爾（英語：Alasdair Noble）：年輕艾力克斯·古德曼
- 蘇珊娜·若阿金·莫茲利（英語：Suzana Joaquim Mausdlay）：里斯本機場地勤人員

## 瑣事
這套電影的靈感來自2013年獨一無二，丹·布朗的小說《地獄》的翻譯行動。行動的構思是希望阻止小說被洩漏及保證全球同步發行。譯者們被分成兩組，分別在米蘭和倫敦工作。2017年，同樣的行動再次為丹·布朗的《本源》展開，是次由26位譯者同時在巴塞隆拿一起工作。

## 外部連結
- 互联网电影数据库（IMDb）上《叛譯同謀》的资料（英文）